# Mindelund for allierede
Mindelund for Allierede. Et Royal Air Force fly styrtede 10. april 1944 ned i Donnerup Plantage nær landsbyen Åle (Aale). 
Seks allierede besætningsmedlemmer omkom. Lokale beboere rejste 4. maj 1947 en knap to meter høj mindesten i granit ved Mattrupvej. 
Mindestenen, der står omgivet af tre flagstænger i en lille lund, er indgraveret med de seks flyveres navne og fødselsdage og et kort mindeord:
At the going down of the sun we will remember them.
De omkomne flyvere er begravet i Fovrfeld Gravlund ved Esbjerg. 

## De seks omkomne var
- Milton Bender, 9. august 1923, England,
- Clive Billett, 27. juli 1918, Australien,
- Leslie Chapman, 20. juli 1923, Australien,
- Peter Alan Crosby, 7. juni 1923, Australien,
- Laurance Robb, 20. november 1910, Australien,
- Edward Suffren, 30. januar 1922, Australien.

55°54′14.65″N 9°32′51.89″Ø / 55.9040694°N 9.5477472°Ø